# Songs for the Rockoning Day
Songs for the Rockoning Day es un libro finlandés de la banda Lordi publicado el 12 de febrero de  2007. El libro contiene todas las letras de las canciones de Lordi de los primeros tres álbumes (Get Heavy, The Monsterican Dream y The Arockalypse). Además, el libro contiene los escritos de todos los discos y las historias del nacimiento de cada integrante de la banda. El libro está escrito íntegramente en inglés, y el prólogo está escrito por Asko Kallonen